# Кръстьо Кръстев
 Тази статия е за българския литературен критик и публицист.  За българският физик вижте Кръстьо Кръстев (физик).  
Кръстьо Котев Кръстев, наричан често Доктор Кръстев, е първият български професионален критик и литературен историк след Освобождението, писател, публицист, преводач, общественик, участник в литературния кръг „Мисъл“. Доктор по философия, професор, академик. 

## Биография
Роден е на 31 май 1866 г. в град Пирот в семейството на търговеца Кота Кръстев. Брат е на художника Михаил Кръстев. Завършва българска прогимназия в родния си град. През 1878 г., когато Пирот е присъединен към Сърбия, семейството му е част от вълната от бежанци, преселили се в България. През същата година се записва в новооткритата Първа софийска мъжка гимназия в София. Гимназията е тип класическа, там получава солидни знания по старогръцки, френски, немски, руски език, стенография и други. През 1885 г. се записва за студент по философия в Лайпцигския университет. Доброволец е в Сръбско-българската война.
През 1888 г. защитава дисертация върху метафизическите философски схващания за душата. В Лайпциг формира своите идеалистически философски виждания и получава академичната степен „доктор по философия“.
През 1888 – 1890 г. е директор на педагогическото и трикласно училище в Казанлък, а от есента на 1890 г. до октомври 1891 г. е учител по логика, психология и етика в Първа софийска мъжка гимназия. Междувременно сътрудничи активно на периодичния печат с критика и рецензии. През 1890 година е редактор на „Литературно-научно списание на Казанлъшкото учителско дружество“, а от следващата година започва да издава списание „Критика“. През 1892 г. започва издаването на най-авторитетното българско литературно списание на границата на XIX и ХХ век – „Мисъл“ (1892 – 1907). Във формирания около списанието кръг влизат Пейо Яворов, Пенчо Славейков и Петко Тодоров, за чието утвърждаване в областта на литературата д-р Кръстев има значителна роля. Д-р Кръстев има заслуги и за творческото израстване на Кирил Христов, който за известно време също е приближен на кръга „Мисъл“.
През 1894 – 1896 г. и 1899 – 1907 г. е професор във Висшето училище (днес Софийски университет „Св. Климент Охридски“). През 1900 г. е избран за действителен член на Българското книжовно дружество (по-късно Българска академия на науките). През 1907 г. след студентската демонстрация срещу княз Фердинанд е уволнен от университета и до февруари 1908 г. е директор на Педагогическото училище в Скопие. От октомври 1908 г. отново е професор в Софийския университет, където преподава до края на живота си. През 1910 година като продължение на спрялото списание „Мисъл“ издава сборник „Мисъл“, последван от още един.
Д-р Кръстев е сред онези интелектуалци, които решително се обявяват срещу включването на България в Първата световна война (заради което дори е арестуван), но след като през октомври 1915 г. това е факт, развива активна културно-просветна дейност в родния си град и в Поморавието с цел противопоставянето на напредналите процеси на асимилация на местните българи. Член на Поморавския народо-просветен комитет. През 1918 г. участва в университетските четения в Скопие, Охрид и Крушево, организирани от Културното отделение към Щаба на Действащата армия.
През 1918 – 1919 година д-р Кръстев се противопоставя на повторното включване на Пирот в Сърбия и подписва Адрес-плебисцит на живеещите в България пиротчанци до президента на САЩ Уилсън и правителствата на държавите от Антантата.
Умира в София на 15 април 1919 г.

## Творчество
Оценките на съвременниците за човека и литературния критик д-р Кръстев са противоречиви – от славословия до пълно отричане и обвинения в догматизъм и формализъм, в литературно диктаторство. Д-р Кръстьо Кръстев придобива известност и като критик, проблематизиращ част от чисто литературните достойнства на творчеството на утвърдени писатели като Иван Вазов и Любен Каравелов, както и като автор, прокарващ естетиката на индивидуализма от края на XIX век.
Сред главните грижи на редактора на списание „Мисъл“ е тази за развитието на естетическия вкус у българския читател.

## Памет
На доктор Кръстьо Кръстев е наречена улица в квартал „Надежда III“ в София (Карта).